# 인터엠
주식회사 인터엠(영어: Inter-M)은 대한민국의 산업용 및 프로 음향기기 기업으로,경기도 양주시에 본사를 두고 있다.

## 역사 및 현황
1983년 10월 동원특수음향(주)로 설립된 후, 1995년 10월 현재의 상호로 변경하였다.

## 사업
호텔, 관공서, 빌딩, 체육관, 학교 등의 장소에서 안내방송 및 BGM을 제공하는 전관방송(Public Address) 분야와 콘서트홀, 강당, 방송국, 대형 교회 등에서 퀄리티 있는 사운드를 전달하는 프로음향 분야, 그리고 각종 디지털 영상방송 제작장비, 송출장비, 수신장비 등을 통하여 SD/HD급 고화질 영상과 고음질 음향을 전달하는 HD 영상시스템 분야를 주력사업으로 한다.업계 최초로 CMMI 레벨3 인증을 획득하였다 또한 2020년 'ISE 2020'에서 최신 방송 시스템과 앰프를 공개하였다

## 같이 보기

### 경쟁사
- 브리츠
- 인켈
- 케빅
- 파스컴